# Fortuynia garcinii
Fortuynia garcinii là một loài thực vật có hoa trong họ Cải. Loài này được (Burm.f.) Shuttlew. mô tả khoa học đầu tiên năm 1842.